# Pugetsundet

Satellitbild från ESA:s Sentinel-2 tagen 2018 över Pugetsundet.

Pugetsundet (uttalas 'pju'djit') (engelska: Puget Sound) är en djup vik (både ett sund och en fjord) i delstaten Washington i nordvästra delen av kontinentala USA vid  dess västkust och strax söder om gränsen till Kanada. 
Pudetsundet utgör ett komplext estuarium som mynnar ut i Admiralty Inlet och Juan de Fucasundet innan det når Stilla havet, och under de senaste 100 åren har den biologiska mångfalden påverkats av mänsklig verksamhet i området.
De största städerna vid Pugetsundet är Seattle och Tacoma. Seattle–Tacoma International Airport är områdets internationella storflygplats. Flera anläggningar tillhörande USA:s försvarsdepartement finns kring Pugetsundet: Joint Base Lewis–McChord, Naval Base Kitsap och Naval Station Everett.